# Єжи Феглер
Єжи Феглер (народився 2 лютого 1899 у Херсоні, Херсонська губернія, Російська імперія — помер 24 вересня 1958 у Кембриджі) — майор лікар Армії Польщі (II РП) і  Повітряних сил Польщі у Великій Британії, фізіолог, доцент.

## Біографія
В 1924 р. у  Варшавському університеті здобув ступінь доктора з усіх медичних наук, з 1923 р. — молодший асистент кафедри фізіології Варшавського університету. Закінчивши 1924 р., два роки був молодшим завідувачем відділення внутрішньої медицини лікарні Уяздовського у Варшаві. У 1926 р. він став експериментатором, а згодом керівником фізіологічної лабораторії військового протигазового інституту. З 1935 по 1937 рік керував лабораторією фізіології військового інституту авіаційної медицини у Варшаві. У 1936 р. у Варшавському університеті він представив дисертацію  габілітація у галузі фізіології, а через рік був призначений професором загальної та експериментальної фізіології  Ягеллонського університету. Він був призначений майором за вислугою років з 1 січня 1936 року в корпусі санітарних працівників та групи лікарів. У березні 1939 р. він залишився безробітним.
Після спалаху Другої світової війни через Францію він дістався до Великої Британії, де з 1941 р. був співорганізатором, а потім професором фізіології на Польському медичному факультеті при Единбурзькому університеті, медик польських ВПС. З 1947 р. працював у сільськогосподарській науково-дослідній раді Інституту фізіології тварин у Кембриджі.
До 1956 року він опублікував 47 наукових праць.

## Нагороди
- Хрест Хоробрих
- Медаль Незалежності